# Ellen Greene
Ellen Greene (Brooklyn - New York, 22 februari 1951) is een Amerikaanse actrice en zangeres.

## Biografie
Greene heeft de high school doorlopen aan de W.T. Clarke High School in New York en hierna ging zij naar de Rider University in Lawrenceville (New Jersey).
Zij begon haar carrière als zangeres in lokale nachtclubs en werd daar ontdekt en gevraagd voor rollen in het theater. Zo heeft zij diverse rollen gespeeld als in toneelstukken en musicals op voornamelijk Off-Broadway, zij maakte in 1973 haar debuut op Broadway in de musical Rachael Lily Rosenbloom and Don't You Ever Forget It. Hierna heeft zij nog drie rollen meer gespeeld op Broadway. In 1976 speelde zij in de musical Threepenny Opera, in 1982 speelde zij in de musical The Little Prince and the Aviator en in 1993 speelde zij in het toneelstuk Three Men on a Horse.
Greene begon in 1976 met acteren voor televisie in de film Next Stop, Greenwich Village. Hierna heeft zij nog meerdere rollen gespeeld voor films en televisieseries zoals Little Shop of Horrors (1986), Naked Gun 33⅓: The Final Insult (1994), One Fine Day (1996), Pushing Daisies (2007-2009) en The Young and the Restless (2011).
Greene was van 1990 tot en met 2003 getrouwd en hierna was zij van 2003 tot en met 2007 getrouwd.

## Filmografie

### Films
- 2019 The Untold Story - als Lydia
- 2017 Love's Last Resort - als mrs. Leigh
- 2016 Muddy Corman - als Dawn Denford
- 2010 Privileged – als mrs. Rothman
- 2006 Re-Animated – als Dolly Gopher (animatiefilm)
- 2005 Fielder's Choice – als Jill
- 2005 Mystery Woman: Sing Me a Murder – als Carly
- 2003 Love Object – als supervisor
- 2003 The Cooler – als Doris
- 2001 Alex in Wonder – als Clarice Markov
- 1998 Jaded – als Louise Smith
- 1997 States of Control – als Carol
- 1996 One Fine Day – als Elaine Lieberman
- 1996 An Occasionall Hell – als Della
- 1995 Killer: A Journal of Murder – als Elizabeth Wyatt
- 1994 Léon – als moeder van Mathilda
- 1994 Wagons East! – als Belle
- 1994 Naked Gun 33⅓: The Final Insult – als Louise
- 1992 Fathers & Sons – als Judy
- 1991 Stepping Out – als Maxine
- 1991 Rock-A-Doodle – als Goldie (animatiefilm)
- 1990 Pump Up the Volume – als Jan Emerson
- 1989 Dinner at Eight – als Kitty Packard
- 1989 Glory! Glory! – als Ruth
- 1988 Talk Radio – als Ellen
- 1988 Ich und Er – als Annette Uttanzi
- 1986 Little Shop of Horrors – als Audrey
- 1983 The Special Magic of Herself the Elf – als Creeping Ivey (animatiefilm)
- 1982 I'm Dancing as Fast as I Can – als Karen Mulligan
- 1978 The Rock Rainbow – als Jess
- 1976 Next Stop, Greenwich Village – als Sarah Roth

### Televisieseries
Uitgezonderd eenmalige gastrollen.
- 2013 The Walking Dead - als Gale - 2 afl.
- 2012 Bunheads - als Wiccan Friend - 2 afl.
- 2011 The Young and the Restless – als Primrose DeVille – 11 afl.
- 2007 – 2009 Heroes – als Virginia Grey – 3 afl.
- 2007 – 2009 Pushing Daisies – als Vivian Charles – 22 afl.
- 2007 – 2008 Out of Jimmy's Head – als Dolly Gopher – 13 afl. (animatieserie)
- 1995 Cybill – als Sharon – 2 afl.
- 1977 Seventh Avenue – als Paula – miniserie

- Biblioteca Nacional de España: XX4951609
- Bibliothèque nationale de France: cb140333764 (data)
- Gemeinsame Normdatei: 137016867
- International Standard Name Identifier: 0000 0001 1490 3743
- Library of Congress Control Number: no92031354
- MusicBrainz: cd33eca8-a983-4b29-afbb-c9b7dc4c1f43
- Nationale Bibliotheek van Tsjechië: pna2010568333
- Nationale Bibliotheek van Israël: 987007352674505171
- Nederlandse Thesaurus van Auteursnamen: 073386871
- Système universitaire de documentation: 110302583
- Virtual International Authority File: 38944911
- WorldCat: E39PBJrCfHpm6fcKFHHrGtHKVC